# Mario Castro Bergara
Mario Castro Bergara (* 22. April 1931 in Paysandú; † 3. Juli 2011) war ein uruguayischer Musiker und Dichter.
Mario Castro Bergara erlernte ab dem Alter von acht Jahren das Gitarrespielen bei Alberto Carbone und schloss sich in jungen Jahren der Gruppe „Fulgores“ an. Bereits in den 1960er Jahren trat er im uruguayischen Fernsehen in den Sendern Canal 3 und Canal 4 auf. Auch bot er seine Musik vielfach im Rahmen von Liederabenden im Radio und in Veranstaltungssälen dar. Weitere Fernsehauftritte kamen ebenfalls hinzu. Seine Musik war zunächst der klassischen Musik zuzuordnen, später widmete der vielfach ausgezeichnete Castro Bergara sich aber auch der Volks- und Heimatmusik. Als sein Meisterwerk wird die „Cantata a Paysandú“ mit dem Titel „Heroica“ genannt, die er 1996 erstmals am Teatro Florencio Sánchez aufführte. Auch andere Künstler griffen auf seine Musik zurück. Seine Komposition „Canción para el arroyo abandonado“ beispielsweise wurde unter anderem adaptiert von seiner Tochter Graciela Castro Bagnasco sowie von Los Hermanos Salles und von Los Montaraces. Bei Festivals in Paysandú, Treinta y Tres, Cerro Largo und Chajarí in Entre Ríos wirkte er als Jurymitglied. Castro Bergara war mit Eva Bagnasco Rottini verheiratet, Vater von drei Kindern und hatte zum Zeitpunkt seines Todes acht Enkelkinder.

## Auszeichnungen (Auswahl)
- Zweiter Preis beim „Festival del Canto y la Música Nativa“ in der Sparte „Unveröffentlichtes Lied“, 1975
- Erster Regionalpreis und Zweiter Nationalpreis beim „2. Festival Nacional Canciones para mi Patria“, 1976
- Erster Preis beim „Festival Folklórico Nacional de Treinta y Tres“ in der Sparte „Unveröffentlichtes Lied“, 1979
- Zweiter Nationalpreis im Rahmen eines Wettbewerbs des uruguayischen Bildungs- und Kultusministeriums, 1981
- Erster Preis beim „6. Festival Folklórico Oriental de Minas de Corrales“ in Rivera in der Sparte „Unveröffentlichtes Lied“, 1982
- Erster Preis beim „10. Festival Nacional de Folklore ‚Todo el Uruguay canta en Durazno‘“ in der Sparte „Unveröffentlichtes Lied“, 1982
- Ehrenerwähnung beim Wettbewerb der Intendencia Municipal von Paysandú, 1993
- Ehrenerwähnung beim Poesie-Wettbewerb der Asociación Uruguaya de Escritores (AUDE), 1995[1]